# بزن بریم زندان
بزن بریم زندان (انگلیسی: Let's Go to Prison) یک فیلم کمدی سیاه آمریکایی محصول سال ۲۰۰۶ به کارگردانی باب ادنکیرک با بازی دکس شپارد، ویل آرنت و شای مک‌براید است. این فیلم بر اساس کتاب غیرداستانی، شما به زندان می‌روید نوشته جیم هاگشر ساخته شده است. این فیلم در ۱۷ نوامبر ۲۰۰۶ در سینماها اکران شد. به گفته کارگردان، این فیلم محصول دخالت خلاقانه استودیو بود و تا حد زیادی نقدهای منفی دریافت کرد و از نظر مالی موفق نبود.

## خلاصه داستان
هنگامی که نقشه یک جنایتکار حرفه‌ای برای انتقام با شرایط غیر محتمل خنثی می‌شود، او پسر قربانی مورد نظر خود را با زندانی کردن او به جای او می‌گذارد و سپس به او می‌پیوندد.

## بازخوردها
- بزن بریم زندان تا حد زیادی نقدهای منفی دریافت کرد. در راتن تومیتوز، این فیلم بر اساس رای ۴۱ نقد منتقد، ۱۲ درصد محبوبیت دارد.[۱]
- در متاکریتیک به فیلم امتیاز ۲۷ از ۱۰۰ از رای ۱۳ منتقد را داده است که نشان دهنده «بررسی‌های عموما نامطلوب» است.[۲]

## انتشار
این فیلم در ۶ مارس ۲۰۰۷ در قالب دی‌وی‌دی با صحنه‌های حذف شده و یک پایان جایگزین منتشر شد.